# Cattleya bicolor
Cattleya bicolor är en orkidéart som beskrevs av John Lindley. Cattleya bicolor ingår i släktet Cattleya och familjen orkidéer.

## Underarter
Arten delas in i följande underarter:
- C. b. bicolor
- C. b. brasiliensis
- C. b. canastrensis
- C. b. minasgeraensis

## Bildgalleri

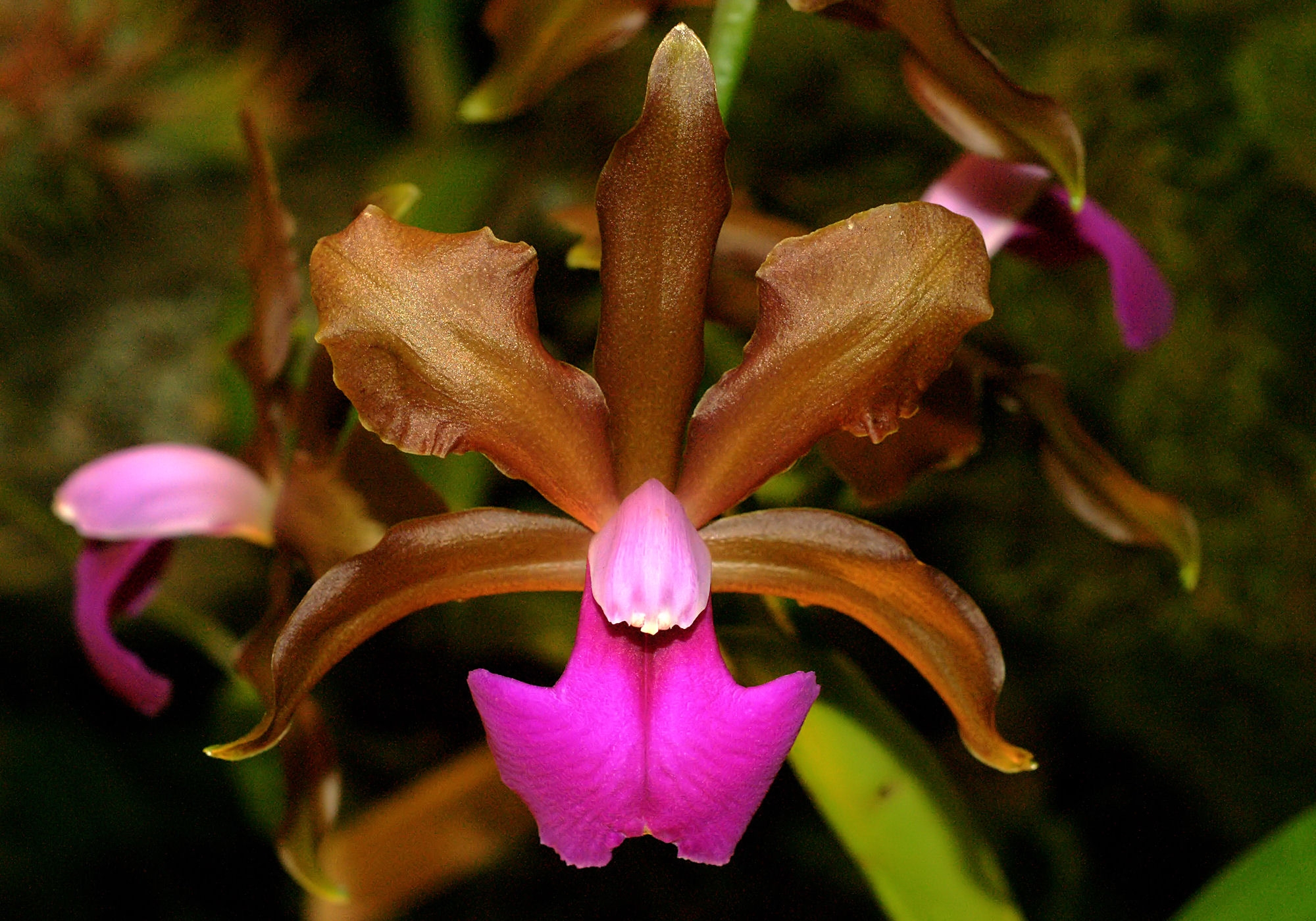
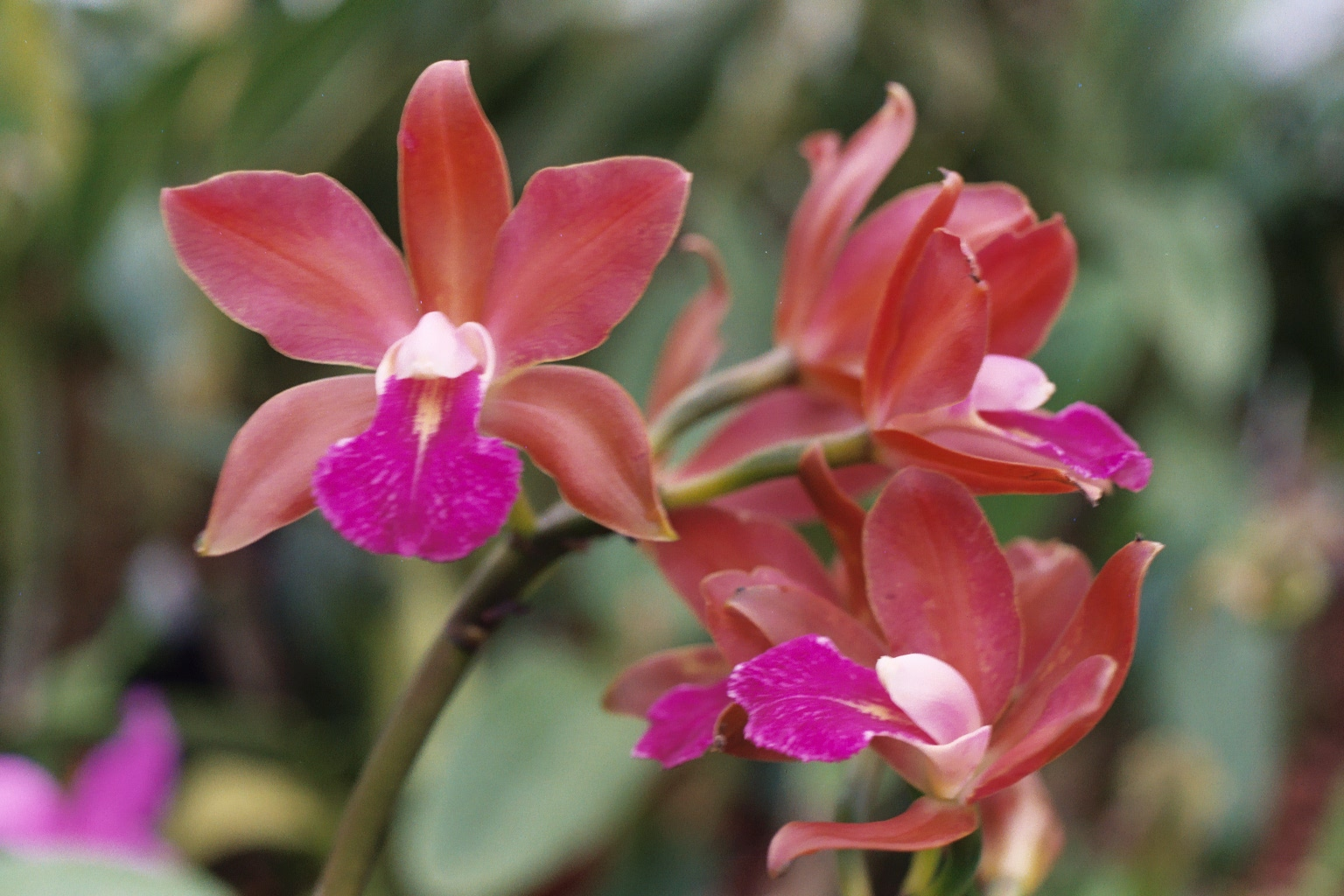
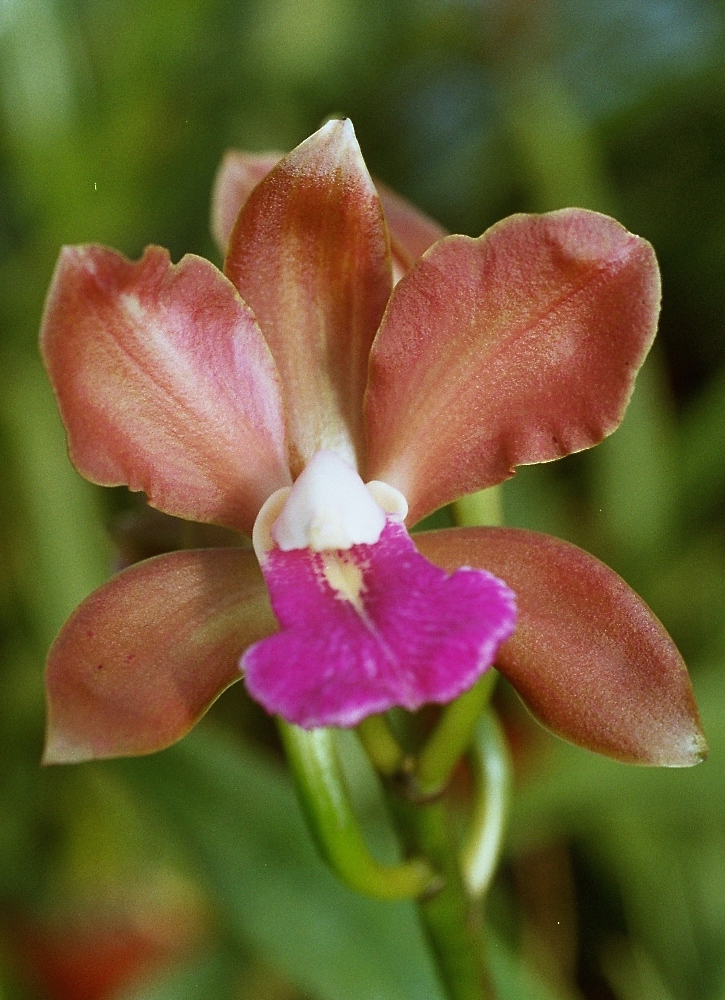
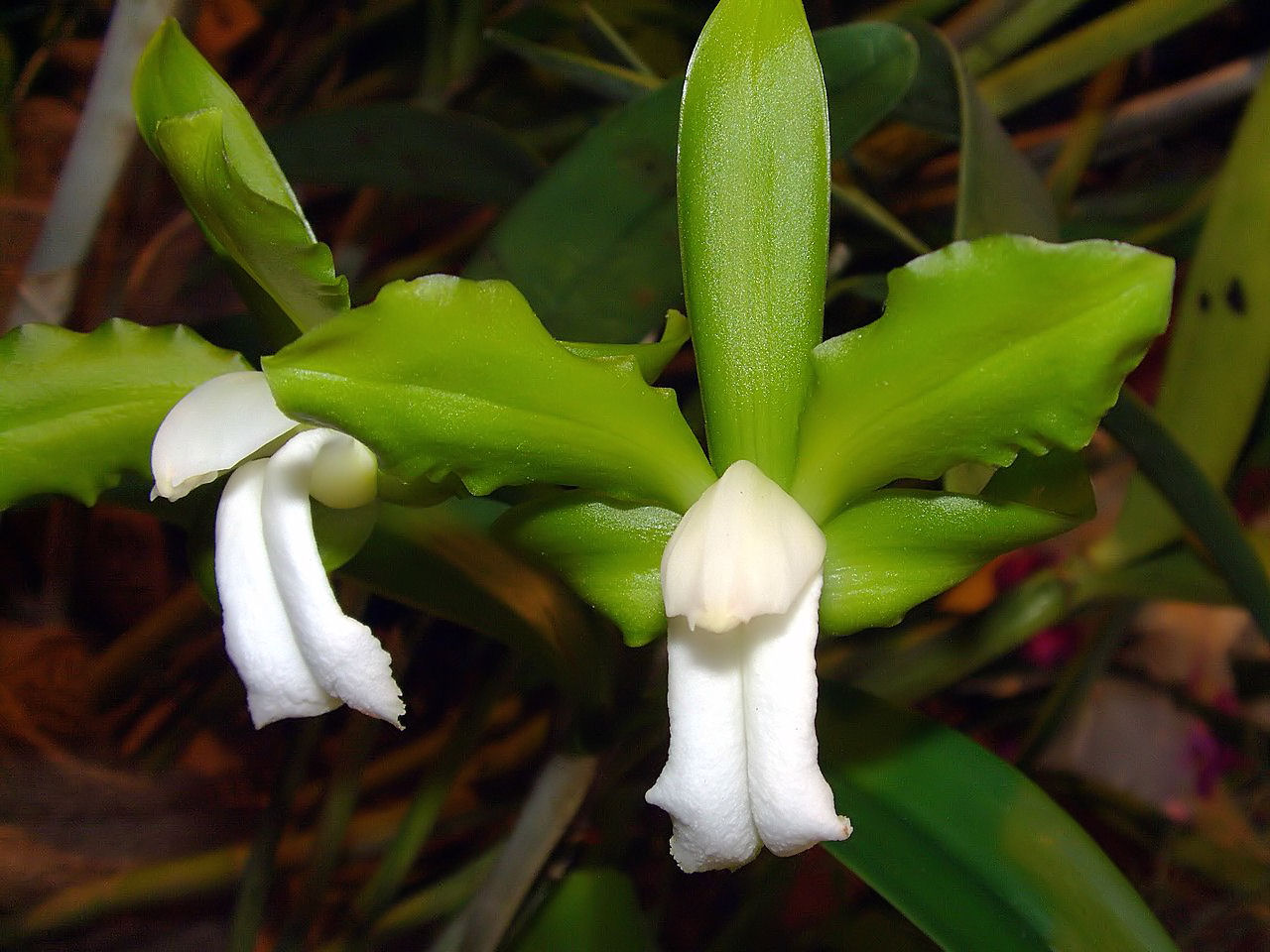
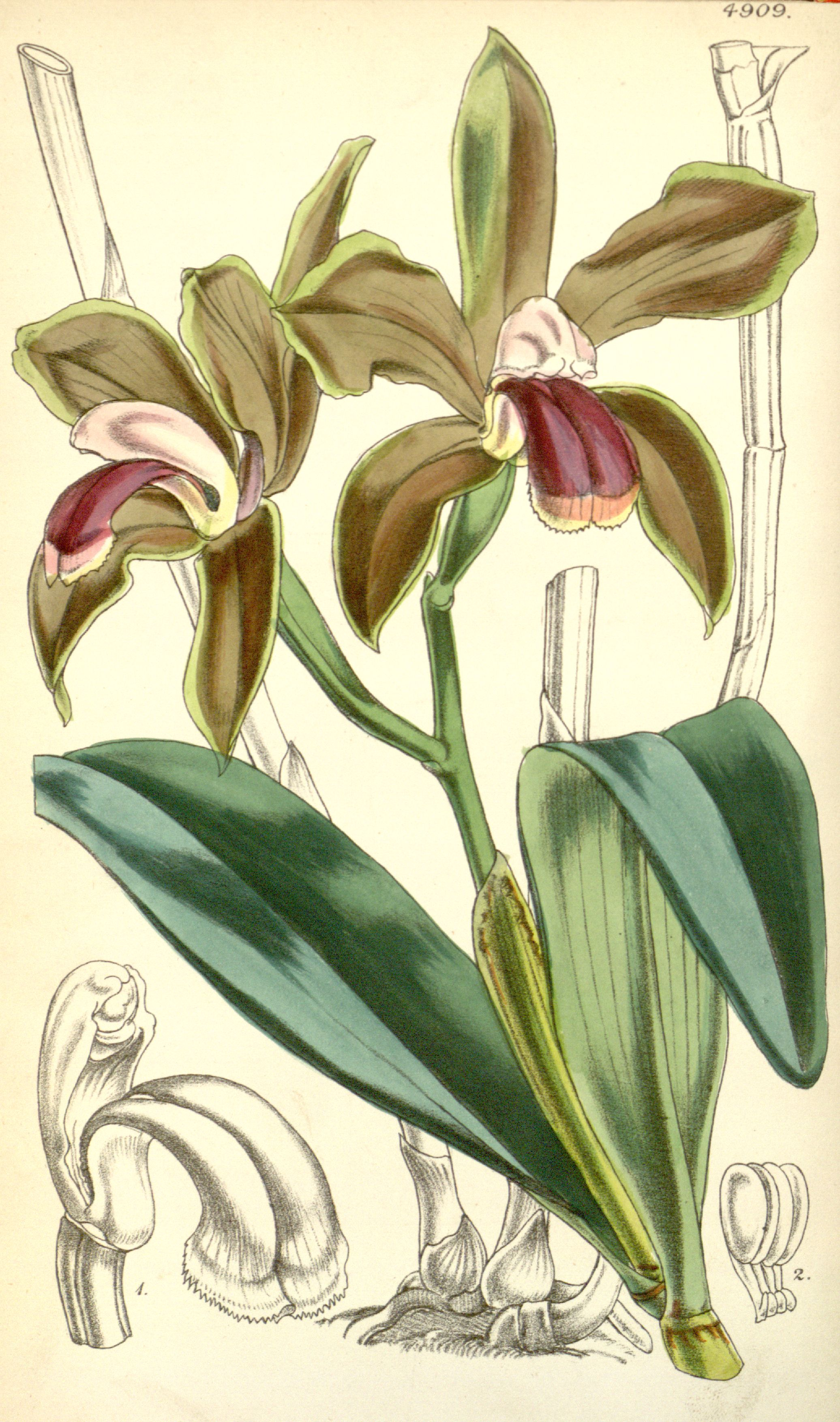